# Adriaan: Een Kist voor Stippie
Adriaan: Een Kist voor Stippie (deutsch Adriaan: Ein Sarg für Stippie) ist ein niederländischer Kurzfilm von Mischa Kamp aus dem Jahr 2007. In Deutschland feierte der Film am 2. Mai 2009 bei den Internationalen Kurzfilmtagen in Oberhausen Premiere.

## Handlung
Adriaans Hund Stippie ist gestorben und muss beerdigt werden. Gemeinsam fahren Adriaan und sein Vater zum Schreiner, damit dieser einen Sarg für Stippie macht. Dabei lernt Adriaan den Sohn des Schreiners kennen, der seinem Vater zur Hand geht und dem vor kurzem eines seiner Meerschweinchen gestorben ist. Der Sohn des Schreiners möchte gerne den toten Stippie sehen. Adriaan lehnt zunächst ab, willigt dann aber unter der Bedingung ein, dass Stippie nicht berührt werden darf. Gemeinsam schauen sie sich Stippie in seinem kleinen Sarg an. Adriaans Vater legt noch das Lieblingsspielzeug Stippies in den Sarg. Währenddessen holt die Mutter die Erlaubnis ein, Stippie im Wald zu beerdigen. Gemeinsam zieht die Familie und der Sohn des Schreiners los und sie beerdigen Stippie. Adriaan ist allerdings zunächst zu aufgebracht, um mitzuhelfen, und hält sich abseits. Die beiden Jungen basteln aus Ästen noch ein Kreuz und die Waldbesitzerin versorgt sie mit Keksen. Dann ziehen sie von dannen, um Süßigkeiten bei der Schreinersfrau zu erbetteln.

## Hintergrund
Een Kist voor Stippie ist die erste Episode der sechsteiligen Fernsehserie Adriaan.

## Kritiken
„Stippie, der Hund von Adriaan, ist gestorben und wird begraben. Viele haben eine solche Situation schon erlebt, und der Film gibt die Gefühle besonders durch die Musik realistisch und für uns nachvollziehbar wieder. Wir konnten gut mit Adriaan mitfühlen. Besonders sind uns die tollen Schauspieler und die Musik aufgefallen. Der Film ist die richtige Mischung aus traurig und lustig.“

## Auszeichnungen
Internationale Kurzfilmtage Oberhausen 2009
- Preis der Kinderjury